# Thin Man Records
Thin Man Records – jedna z najmłodszych niezależnych polskich wytwórni płytowych. Powstała w 2011 roku w Warszawie. 
Podstawowym celem działania wytwórni jest szeroko rozumiana promocja muzyki – głównie polskiej i głównie alternatywnej. Zgromadzenie pod jednym szyldem kilku zespołów, grup przyjaciół, którzy poza tym, że tworzą własne produkcje, w razie potrzeby łączą się w rozmaite projekty działające pod różnymi nazwami, było podstawą do założenia wydawnictwa.
Wydawnictwa wytwórni ukazują się nie tylko na płytach CD, ale też na kasetach magnetofonowych, płytach winylowych i w formie cyfrowej.
Dotychczasowy katalog wytwórni zawiera albumy śpiewane w większości w języku polskim. Ważne dla wydawcy jest to, by teksty piosenek były na wysokim poziomie literackim.
Wydany przez wytwórnię w 2011 roku album "Mutanty" zespołu Kobiety został uznany przez dziennikarzy pisma Machina "Polską płytą roku 2011".
Wydany przez wytwórnię w 2012 roku album "UL/KR" zespołu UL/KR został uznany przez dziennikarzy Gazety Wyborczej "Polską płytą roku 2012".

## Dystrybucja
Dystrybucję wydawnictw Thin Man Records prowadzą w Polsce firmy: Fonografika i Rockers Publishing. Katalog wytwórni jest także obecny w większości serwisów zarówno polskich jak i zagranicznych, oferujących sprzedaż plików dźwiękowych oraz strumieniowe odtwarzanie muzyki.

## Artyści związani z Thin Man Records
- Bobby the Unicorn
- hoszpital
- Orzeł i Reszka
- Żółte Kalendarze
- Drekoty
- Irena
- Kobiety
- Komety
- Maki i Chłopaki
- Muzyka Końca Lata
- Płyny
- UL/KR
- Eric Shoves Them In His Pockets

## Katalog Thin Man Records

### Płyty CD
- TMR001CD "PKP Anielina" Muzyka Końca Lata, 2011-05-09
- TMR002CD "Mutanty" Kobiety, 2011-10-22
- TMR003CD "UL/KR" UL/KR, 2012-03-09
- TMR004CD "Vacatunes" Płyny, 2012-03-16
- TMR005CD "Dni Mrozów" Maki i Chłopaki, 2012-04-13
- TMR006CD "Neonowe obietnice" Irena, 2012-06-15
- TMR007CD "Persentyna" Drekoty, 2012-11-16
- TMR008CD "Szlagiery" Muzyka Końca Lata, 2012-11-23
- TMR009CD "Ament" UL/KR, 2013-04-12
- TMR011CD "Jedno wesele, dwa pogrzeby (reedycja +bonusy)" Muzyka Końca Lata, 2013-06-14
- TMR012CD "2:1 dla dziewczyn (reedycja - zremasterowane+bonusy)" Muzyka Końca Lata, 2013-06-14
- TMR013CD "Nawrocki Folk Computer Band" Nawrocki, 2013-10-18
- TMR014CD "Walk It Off" Eric Shoves Them In His Pockets, 2013-10-25
- TMR015CD "Paso Fino" Komety, 2014-03-14
- TMR016CD "Nielot" KRÓL, 2014-03-21
- TMR018CD "Utopia" Bobby The Unicorn, 2014-05-23
- TMR019CD "Pięćdziesiątka" Malarze i Żołnierze, 2014-05-30
- TMR020CD "Kobiety (reedycja)" Kobiety, 2014-08-01
- TMR021CD "Do Come By" Bye Bye Butterfly, 2015-04-17
- TMR022CD "Weszoło" Hoszpital, 2015-04-24
- TMR023CD "Piosenki o Warszawie, cz. 2" Lesław i Administratorr, 2016-02-26
- TMR024CD "Tańcz" Maki i Chłopaki, 2015-09-04
- TMR025CD "Plaża Babel" Organizm, 2015-09-11
- TMR026CD "Prawie science-fiction" Łagodna Pianka, 2015-09-18
- TMR027CD "Podarte sukienki" Kobiety, 2015-09-25
- TMR029CD "Horor" Hoszpital, 2016-05-09
- TMR030CD "Kenia" Ryby, 2016-06-10
- TMR031CD "Syreni śpiew" Bobby The Unicorn, 2016-11-11
- TMR032CD "Bal nadziei (Live)" Komety, 2016-11-04
- TMR033CD "Niestety nie da się olać systemu" Poradnia G, 2017-04-21
- TMR034CD "Bental" Kobieta z wydm, 2017-04-07
- TMR035CD "With Love" Eric Shoves Them In His Pockets, 2017-04-07
- TMR036CD "Sorja" Sorja Morja, 2017-04-21
- TMR037CD "Złoty krążek" Muzyka Końca Lata, 2017-08-25
- TMR038CD "Czas najlepszy w życiu" Janek Samołyk, 2017-10-06
- TMR039EP "Głowa/Przekrwione" Kobieta z wydm, 2017-10-27
- TMR040CD "lub maszyna dzika trawa" Drekoty, 2018-02-02
- TMR041CD "Kalarnali" Rycerzyki, 2018-02-23
- TMR043CD "Zawody" Wczasy, 2018-05-11
- TMR045CD "Orzeł i Reszka" Orzeł i Reszka, 2018-10-19
- TMR046CD "Czy ty też tak masz" Organizm, 2019-04-12
- TMR048CD "Nasza miłość" Malinowska i Brożek, 2019-08-30
- TMR049CD "Alfa Centauri" Komety, 2020-02-14
- TMR050CD "Kółko i krzyżyk" Cudowne Lata, 2020-11-22
- TMR053CD "Prywatny Ciechocinek" Muzyka Końca Lata, 2021-06-25
- TMR054CD "Zniknij na zawsze" Rycerzyki, 2021-08-27

### Płyty winylowe
- TMR001LP "PKP Anielina" Muzyka Końca Lata, 2011-06-04
- TMR002LP "Mutanty" Kobiety, 2011-11-05
- TMR008SP "Nie ukryjesz się przede mną" Muzyka Końca Lata, 2012-12-21
- TMR009LP "UL/KR / Ament" UL/KR, 2013-04-12
- TMR010SP "Nie mogę przestać o tobie myśleć" Komety, 2013-04-25
- TMR014LP "Walk It Off" Eric Shoves Them In His Pockets, 2015-10-23
- TMR015LP "Paso Fino" Komety, 2014-03-14
- TMR016LP "Nielot" KRÓL, 2014-03-21
- TMR020LP "Kobiety (reedycja)" Kobiety, 2014-08-01
- TMR025LP "Plaża Babel" Organizm, 2015-10-30
- TMR027LP "Podarte sukienki" Kobiety, 2015-11-27
- TMR028LP "Ostatni koncert" Partia, 2016-03-05
- TMR029SP "Ciepło" Hoszpital, 2016-04-20
- TMR034LP "Bental" Kobieta z wydm, 2017-04-07
- TMR037LP "Złoty krążek" Muzyka Końca Lata, 2017-08-25
- TMR038LP "Czas najlepszy w życiu" Janek Samołyk, 2017-10-20
- TMR043LP "Zawody" Wczasy, 2019-04-26
- TMR045LP "Orzeł i Reszka" Orzeł i Reszka, 2019-04-01
- TMR049LP "Alfa Centauri" Komety, 2020-02-14
- TMR053LP "Prywatny Ciechocinek" Muzyka Końca Lata, 2021-12-27
- TMR054LP "Zniknij na zawsze" Rycerzyki, 2021-12-27

### Kasety magnetofonowe
- TMR003MC "UL/KR" UL/KR, 2012-04-13
- TMR005MC "Dni Mrozów" Maki i Chłopaki, 2012-04-13
- TMR015MC "Paso Fino" Komety, 2014-03-14
- TMR016MC "Nielot" KRÓL, 2014-03-21
- TMR024MC "Tańcz" Maki i Chłopaki, 2015-09-04
- TMR025MC "Plaża Babel" Organizm, 2015-09-11
- TMR027MC "Podarte sukienki" Kobiety, 2015-09-25
- TMR034MC "Bental" Kobieta z wydm, 2017-04-07
- TMR043MC "Zawody" Wczasy, 2019-04-01
- TMR051MC "Piosenki dla dziewczyn" Brożek, 2020-09-25